# Bohdalec
Bohdalec település Csehországban, a Žďár nad Sázavou-i járásban. Bohdalec Rousměrov, Sklené nad Oslavou, Ostrov nad Oslavou, Radešín, Bobrůvka, Hodíškov, Obyčtov, Řečice és Podolí településekkel határos. Lakosainak száma 275 fő (2024. január 1.).

## Népesség
A település lakosságának változását az alábbi diagram mutatja:
| Lakosok száma | 382  | 441  | 435  | 344  | 312  | 301  | 291  | 278  | 273  | 275  |
|               | 1869 | 1890 | 1921 | 1950 | 1980 | 2001 | 2017 | 2019 | 2022 | 2024 |